# XLIX periodo legislativo del Congreso Nacional de Chile
El XLIX Período Legislativo del Congreso Nacional de Chile corresponde a la legislatura del Congreso Nacional, tras las elecciones parlamentarias de 1993, que estuvo conformada por los senadores y los diputados miembros de sus respectivas cámaras, que se inició el día 11 de marzo de 1994 y concluyó el día 11 de marzo de 1998.
En las elecciones parlamentarias de 1993 se renovó en su totalidad la Cámara de Diputados, cuyos miembros fueron elegidos para un periodo de cuatro años y por ende ejercieron únicamente en este periodo legislativo. En el Senado se renovaron 18 senadores, que desempeñaron sus cargos por un periodo de ocho años y que también lo hicieron en el siguiente periodo legislativo. En las elecciones de 1989 se eligieron 20 senadores, correspondientes a las circunscripciones de las regiones II, IV, VI, VIII, X, XII y Metropolitana, que concluyeron su mandato durante este periodo legislativo..

## Senado de la República
El Senado de la República se conformó con 20 senadores que fueron elegidos desde 1989 y que ya estaban presentes desde el anterior periodo legislativo y 18 nuevos senadores correspondientes a las regiones de Tarapacá, Atacama, Valparaíso, Maule, La Araucanía y Aysén, electos para un período de ocho años, dando un total de 38 senadores que fueron elegidos mediante voto directo a través del sistema binominal por cada una de las circunscripciones electorales del país.
La composición del Senado en el XLIX Período Legislativo fue el siguiente:
| Región        | Circunscripción | Senadores                                                    | Partido    | Región       | Circunscripción | Senadores                                        | Partido    |
| ------------- | --------------- | ------------------------------------------------------------ | ---------- | ------------ | --------------- | ------------------------------------------------ | ---------- |
| Tarapacá      | 1               | Sergio Bitar Chacra Julio Lagos Cosgrove                     | PPD RN     | Maule        | 11              | Manuel Matta Aragay Hernán Larraín Fernández     | PDC UDI    |
| Antofagasta   | 2               | Carmen Frei Ruiz-Tagle Arturo Alessandri Besa                | PDC IND-RN | Bío-Bío      | 12              | Arturo Frei Bolívar Eugenio Cantuarias Larrondo  | PDC UDI    |
| Atacama       | 3               | Ricardo Núñez Muñoz Ignacio Pérez Walker                     | PS RN      | Bío-Bío      | 13              | Mariano Ruiz-Esquide Jara Mario Ríos Santander   | PDC RN     |
| Coquimbo      | 4               | Ricardo Hormazábal Sánchez Alberto Cooper Valencia           | PDC IND-RN | La Araucanía | 14              | Roberto Muñoz Barra Francisco Prat Alemparte     | PPD RN     |
| Valparaíso    | 5               | Carlos Ominami Pascual Sergio Romero Pizarro                 | PS IND-RN  | La Araucanía | 15              | Jorge Lavandero Illanes Sergio Diez Urzúa        | PDC RN     |
| Valparaíso    | 6               | Beltrán Urenda Zegers Juan Hamilton Depassier                | UDI PDC    | Los Lagos    | 16              | Gabriel Valdés Subercaseaux Enrique Larre Asenjo | PDC IND-RN |
| Metropolitana | 7               | Andrés Zaldívar Larraín Miguel Otero Lathrop                 | PDC RN     | Los Lagos    | 17              | Bruno Siebert Held Sergio Páez Verdugo           | IND-RN PDC |
| Metropolitana | 8               | María Elena Carrera Villavicencio Sebastián Piñera Echenique | PS RN      | Aysén        | 18              | Antonio Horvath Kiss Adolfo Zaldívar Larraín     | IND-RN PDC |
| O'Higgins     | 9               | Nicolás Díaz Sánchez Anselmo Sule Candia                     | PDC PR     | Magallanes   | 19              | José Ruiz de Giorgio Rolando Calderón Aranguíz   | PDC PS     |
| Maule         | 10              | Francisco Javier Errázuriz Talavera Jaime Gazmuri Mujica     | UCC PS     |              |                 |                                                  |            |

### Senadores designados
| Institución                         | Senador                    | Partido |
| ----------------------------------- | -------------------------- | ------- |
| Corte Suprema de Chile              | Ricardo Martin Díaz        | IND     |
| Corte Suprema de Chile              | Carlos Letelier Bobadilla  | IND     |
| Ejército de Chile                   | Santiago Sinclair Oyaneder | IND     |
| Armada de Chile                     | Ronald Mc-Intyre Mendoza   | IND     |
| Fuerza Aérea de Chile               | César Ruiz Danyau          | IND     |
| Carabineros de Chile                | Vicente Huerta Celis       | IND     |
| Contraloría General de la República | Olga Feliú Segovia         | IND     |
| Rectoría de la Universidad de Chile | William Thayer Arteaga     | RN      |
| Ministro de Estado                  | Sergio Fernández Fernández | IND-UDI |

### Presidentes del Senado
| Inicio              | Término             | Presidente | Presidente                  | Partido | Partido |
| ------------------- | ------------------- | ---------- | --------------------------- | ------- | ------- |
| 11 de marzo de 1994 | 11 de marzo de 1996 |            | Gabriel Valdés Subercaseaux |         | PDC     |
| 11 de marzo de 1996 | 11 de marzo de 1997 |            | Sergio Diez Urzúa           |         | RN      |
| 11 de marzo de 1997 | 11 de marzo de 1998 |            | Sergio Romero Pizarro       |         | RN      |

## Cámara de Diputados
La Cámara de Diputados está compuesta por 120 legisladores electos para un periodo de 4 años y reelegibles para el periodo inmediato. Los 120 diputados fueron elegidos mediante voto directo a través del sistema binominal por cada uno de los distritos electorales del país.
La composición de la Cámara de Diputados en el XLIX Periodo Legislativo fue la siguiente:
| Región        | Distrito | Diputado                                                 | Partido    | Región        | Distrito | Diputado                                                  | Partido     |
| ------------- | -------- | -------------------------------------------------------- | ---------- | ------------- | -------- | --------------------------------------------------------- | ----------- |
| Tarapacá      | 1        | Salvador Urrutia Cárdenas Carlos Valcarce Medina         | PPD RN     | Metropolitana | 31       | Juan Antonio Coloma Correa Vicente Sota Barros            | UDI PPD     |
| Tarapacá      | 2        | Ramón Pérez Opazo Jorge Soria Macchiavello               | RN PPD     | O'Higgins     | 32       | Aníbal Pérez Lobos Alejandro García-Huidobro Sanfuentes   | PS UCC      |
| Antofagasta   | 3        | Fanny Pollarollo Villa Carlos Cantero Ojeda              | IND-PDI RN | O'Higgins     | 33       | Juan Pablo Letelier Morel Andrés Chadwick Piñera          | PS UDI      |
| Antofagasta   | 4        | Rubén Gajardo Chacón Felipe Valenzuela Herrera           | PDC PS     | O'Higgins     | 34       | Sergio Morales Morales Juan Masferrer Pellizari           | PR UDI      |
| Atacama       | 5        | Erick Villegas González Carlos Vilches Guzmán            | PDC RN     | O'Higgins     | 35       | Juan Carlos Latorre Carmona José María Hurtado Ruiz-Tagle | PDC RN      |
| Atacama       | 6        | Baldo Prokurica Prokurica Armando Arancibia Calderón     | RN PS      | Maule         | 36       | Roberto León Ramírez Sergio Correa de La Cerda            | PDC UDI     |
| Coquimbo      | 7        | Joaquín Palma Irarrázaval Eugenio Munizaga Rodríguez     | PDC RN     | Maule         | 37       | Sergio Aguiló Melo Homero Gutiérrez Román                 | PS PDC      |
| Coquimbo      | 8        | Jorge Pizarro Soto Francisco Encina Moriamez             | PDC PS     | Maule         | 38       | Romy Rebolledo Leyton Pedro Álvarez-Salamanca Büchi       | PPD RN      |
| Coquimbo      | 9        | Isabel Allende Bussi Renán Fuentealba Vildósola          | PS PDC     | Maule         | 39       | Jaime Naranjo Ortiz Luis Valentín Ferrada Valenzuela      | PS RN       |
| Valparaíso    | 10       | Ignacio Walker Prieto Alfonso Vargas Lyng                | PDC RN     | Maule         | 40       | Osvaldo Vega Vera Guillermo Ceroni Fuentes                | RN PPD      |
| Valparaíso    | 11       | Nelson Ávila Contreras Claudio Rodríguez Cataldo         | PPD RN     | Bío-Bío       | 41       | Rosauro Martínez Labbé Isidoro Tohá González              | IND-RN PS   |
| Valparaíso    | 12       | Iván de la Maza Maillet Arturo Longton Guerrero          | PDC RN     | Bío-Bío       | 42       | Hosaín Sabag Castillo Felipe Letelier Norambuena          | PDC PPD     |
| Valparaíso    | 13       | Aldo Cornejo González Francisco Bartolucci Johnston      | PDC UDI    | Bío-Bío       | 43       | Jorge Ulloa Aguillón Víctor Jeame Barrueto                | UDI PPD     |
| Valparaíso    | 14       | Raúl Urrutia Ávila José Makluf Campos                    | RN PDC     | Bío-Bío       | 44       | José Miguel Ortiz Novoa José Antonio Viera-Gallo Quesney  | PDC PS      |
| Valparaíso    | 15       | Samuel Venegas Rubio Evelyn Matthei Fornet               | PDC IND-RN | Bío-Bío       | 45       | Edmundo Salas De La Fuente Alejandro Navarro Brain        | PDC PS      |
| Metropolitana | 16       | Zarko Luksic Sandoval Patricio Melero Abaroa             | PDC UDI    | Bío-Bío       | 46       | Martita Worner Tapia Jaime Rocha Manrique                 | IND-PPD PR  |
| Metropolitana | 17       | María Antonieta Saa Díaz Ramón Elizalde Hevia            | PPD PDC    | Bío-Bío       | 47       | Octavio Jara Wolff Víctor Pérez Varela                    | PPD UDI     |
| Metropolitana | 18       | Guido Girardi Lavín Ignacio Balbontín Arteaga            | PPD PDC    | La Araucanía  | 48       | Edmundo Villouta Concha Francisco Bayo Veloso             | PDC RN      |
| Metropolitana | 19       | Mario Hamuy Berr Cristián Leay Morán                     | PDC UDI    | La Araucanía  | 49       | Miguel Hernández Saffirio José Antonio Galilea Vidaurre   | PDC RN      |
| Metropolitana | 20       | Ángel Fantuzzi Hernández Carlos Dupré Silva              | RN PDC     | La Araucanía  | 50       | Francisco Huenchumilla Jaramillo José García Ruminot      | PDC RN      |
| Metropolitana | 21       | Alberto Espina Otero Gutenberg Martínez Ocamina          | RN PDC     | La Araucanía  | 51       | Eugenio Tuma Zedán Teodoro Ribera Neumann                 | PPD RN      |
| Metropolitana | 22       | Jorge Schaulsohn Brodsky Alberto Cardemil Herrera        | PPD RN     | La Araucanía  | 52       | René Manuel García García Mario Acuña Cisternas           | RN PDC      |
| Metropolitana | 23       | Carlos Bombal Otaegui Andrés Allamand Zavala             | UDI RN     | Los Lagos     | 53       | Juan Enrique Taladriz García Exequiel Silva Ortiz         | RN PDC      |
| Metropolitana | 24       | María Angélica Cristi Marfil Tomás Jocelyn-Holt Letelier | RN PDC     | Los Lagos     | 54       | José Luis González Rodríguez Carlos Caminondo Sáez        | PPD RN      |
| Metropolitana | 25       | Andrés Palma Irarrázaval Jaime Orpis Bouchón             | PDC UDI    | Los Lagos     | 55       | Sergio Ojeda Uribe Marina Prochelle Aguilar               | PDC RN      |
| Metropolitana | 26       | Mariana Aylwin Oyarzún Carlos Montes Cisternas           | PDC PS     | Los Lagos     | 56       | Víctor Reyes Alvarado Harry Jurgensen Caesar              | PDC RN      |
| Metropolitana | 27       | Camilo Escalona Medina Iván Moreira Barros               | PS UDI     | Los Lagos     | 57       | Sergio Elgueta Barrientos Carlos Kuschel Silva            | PDC RN      |
| Metropolitana | 28       | Rodolfo Seguel Molina Darío Paya Mira                    | PDC UDI    | Los Lagos     | 58       | Gabriel Ascencio Mansilla Claudio Alvarado Andrade        | PDC IND-UDI |
| Metropolitana | 29       | Jaime Estévez Valencia Maximiano Errázuriz Eguiguren     | PPD RN     | Aysén         | 59       | Héctor Zambrano Opazo Valentín Solís Cabezas              | PDC UCC     |
| Metropolitana | 30       | Andrés Aylwin Azócar Pablo Longueira Montes              | PDC UDI    | Magallanes    | 60       | Pedro Muñoz Aburto Vicente Karelovic Vrandecic            | PS IND-UDI  |

### Presidentes de la Cámara de Diputados
| Inicio                   | Término                  | Presidente | Presidente                 | Partido | Partido |
| ------------------------ | ------------------------ | ---------- | -------------------------- | ------- | ------- |
| 11 de marzo de 1994      | 3 de noviembre de 1994   |            | Jorge Schaulsohn Brodsky   |         | PPD     |
| 3 de noviembre de 1994   | 14 de marzo de 1995      |            | Vicente Sota Barros        |         | PPD     |
| 14 de marzo de 1995      | 19 de septiembre de 1996 |            | Jaime Estévez Valencia     |         | PS      |
| 19 de septiembre de 1996 | 11 de marzo de 1998      |            | Gutenberg Martínez Ocamica |         | PDC     |